# Lenindenkmal (Dresden)

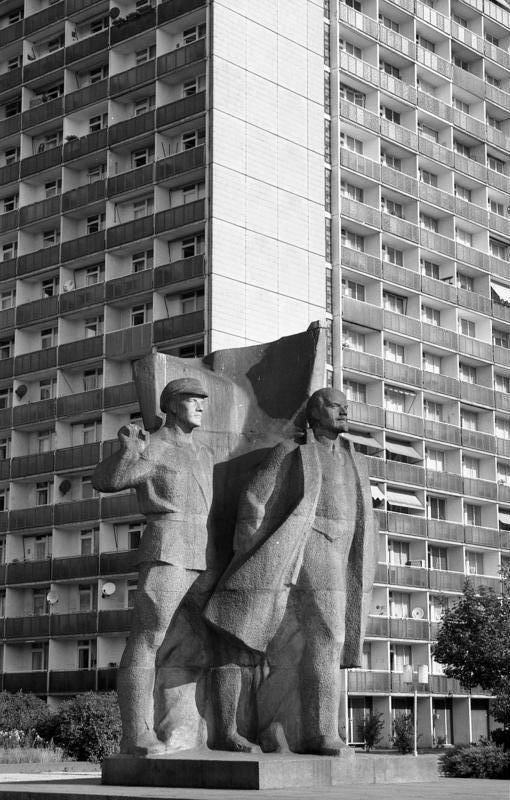
Lenindenkmal (1991), 1974 bis 1992 auf dem Leninplatz (heute wieder: Wiener Platz)

Das Lenindenkmal in Dresden war ein überlebensgroßes Denkmal zu Ehren Wladimir Iljitsch Lenins, das sich von 1974 bis 1992 an der Prager Straße bzw. am Wiener Platz befand. Die Reste des Denkmals sind in Gundelfingen an der Donau noch vorhanden.

## Vorgeschichte
Bereits 1969 wurde durch den damaligen Rat der Stadt Dresden beschlossen, das Stadtzentrum Dresdens mit bildkünstlerischen Werken zur politischen Idee des Sozialismus zu gestalten. Dazu sollte von vornherein eine Monumentalplastik des Begründers der kommunistischen Theorie, Wladimir Iljitsch Lenin, gehören, für deren Gestaltung unmittelbar nach diesem Beschluss der sowjetische Bildhauer Grigori Danilowitsch Jastrebenezki beauftragt wurde. Das Denkmal sollte am Schnittpunkt der Leningrader Straße (benannt nach der Partnerstadt Dresdens (Partnerstadt seit 1961, Benennung seit 1970)) mit der (verlängerten) Herkulesallee auf dem Robotron-Gelände errichtet werden.
Allerdings wurde der Standort von sowjetischen Experten verworfen, denn die damaligen Planungen sahen an dieser Stelle eine bzw. mehrere Höhendominanten vor: Diese hätte das Monument einerseits verschattet und andererseits in seiner künstlerischen Wirkung beeinträchtigt. So wurde 1971 eine Kommission unter der Leitung von Gerhard Bondzin, dem damaligen Präsidenten des Verbandes Bildender Künstler der DDR, gebildet, die die Standortsuche übernahm. Diese Kommission übernahm auch die Auswahl eines Entwurfes für die Monumentalplastik.

## Auftrag und Beschrieb
Jastrebenezki fertigte insgesamt fünf Entwürfe für die Plastik. Dazu gehörten u. a. Lenins Kopf auf einer meterhohen Stele oder eine Ganzkörperplastik auf einem hohen Pfeiler. In den Diskussionen wurde man sich einig, dass der letztere Entwurf – der inzwischen auch eine Arbeiterin und einen Arbeiter vorsah, zu einem Ganzen verschmolzen werden müsse, um das Anliegen, die deutsch-sowjetische Freundschaft, nachvollziehbar zu machen. So entstanden aus vier Einzelfiguren – Lenin selbst, einer Arbeiterin, einem Arbeiter und einem eine rote Fahne tragenden Rotfrontkämpfer – eine verschmolzene Figurengruppe aus Lenin, Arbeiter, Rotfrontkämpfer und Fahne, die zur Ausführung bestimmt wurde. Die Idee stellte insofern in der damaligen Lenin-Rezeption ein Novum dar, als Lenin bis dahin ausschließlich als Einzelperson dargestellt wurde. Auf wen allerdings die Idee zurückgeht, die Gesichtszüge des Rotfrontkämpfers Ernst Thälmann (mit erhobener Faust) anzunähern, sowie den Arbeiter als Skulptur von Rudolf Breitscheid darzustellen, ist heute nicht mehr nachvollziehbar.
Hinsichtlich der Standorte wurden mehrere Varianten diskutiert, u. a. der südliche Altmarkt, der Neustädter Markt und am Dr.-Külz-Ring. Man einigte sich schließlich auf den Wiener Platz. Hauptargument war dabei, dass dieser Platz durch Fußgänger hochfrequentiert ist und somit zu einem Ort der Begegnung mit den Ideen Lenins werden würde. Städtebauliche Planungen für diesen Bereich wurden angepasst, wie auch die bildkünstlerische Gestaltung des Stadtzentrums (die zu weiten Teilen unausgeführt blieb) neu konzipiert.
Das sechs Meter (mit Sockel sieben Meter) hohe Denkmal aus rotem karelischem Granit zeige, so die Beschreibung von Helas, eine allsichtige Skulptur, blockhaft und ohne Durchbrüche. Lenin schreitet mit offenem, wehendem Mantel, die Hände in dessen Taschen, mit in die Ferne gerichtetem Blick vorwärts. Der Rotfrontkämpfer mit seiner typischen Uniform (Hemd, Gürtel, Schirmmütze) erhebt die rechte Faust zum Zeremonialgruß. Der zu Lenins linker Seite angeordnete Arbeiter, der die Gegenwart symbolisieren soll, bleibt demgegenüber zurück. Eine zwischen beiden wehende Fahne soll – als „politisches Beiwerk“ (Helas) – den Sieg des Sozialismus symbolisieren. Gleichwohl wirke das Monument statisch, auch die Mimik der Figuren ist ohne erkennbare Gefühlsregung, lediglich der heroische Blick aller Figuren signalisiere Entschlossenheit.

## Einweihung
Am 6. Oktober 1974, dem Vortag des 25. Jahrestages der Gründung der DDR, wurde in Anwesenheit von Hans Modrow, dem 1. Sekretär der SED-Bezirksleitung Dresden, das Denkmal zu Ehren Wladimir Iljitsch Lenins eingeweiht. Aus diesem Anlass erhielt der Wiener Platz den Namen Leninplatz. Der Dresdner Volksmund wiederum versah das Denkmal, auch auf Grund seiner Farbe, sehr rasch mit Spitznamen, von denen die Bezeichnung Lenins als Roter Bahnhofsvorsteher (oder kurz nur Bahnhofsvorsteher) die bekannteste ist.
Zur Ironie der Geschichte gehört, dass eines der wichtigsten Ereignisse der Wende in Dresden, die schließlich zur Wiedervereinigung führten, nämlich die Gründung der Gruppe der 20 am 8. Oktober 1989 quasi am Fuße dieses den Sieg des Sozialismus symbolisierenden Denkmals geschah.

## Nach der Wiedervereinigung und Verbleib
Die Dresdner Stadtverordnetenversammlung beschloss im September 1991 nicht nur die Rückbenennung des Platzes, sondern schrieb den Abriss unter der Maßgabe der kostenlosen Entfernung des Denkmals aus. Die im November 1991 von dem Münchner Künstler Rudolf Herz eingebrachte Idee, das Denkmal verfremdet als Lenins Lager am Platz zu belassen, fand zunächst die Zustimmung des Kulturdezenates unter Ulf Göpfert und auch des damaligen Oberbürgermeisters Herbert Wagner, trotz der entstehenden Kosten.
Allerdings wurde durch die angestoßenen Debatten der in Gundelfingen an der Donau ansässige Geschäftsmann Josef Kurz auf das Denkmal aufmerksam. Er bot der Stadt an, das Denkmal auf eigene Kosten zu demontieren und abzutransportieren. Ziel von Kurz war es, dieses mit anderen angekauften Denkmälern in einem privaten, jedoch der Öffentlichkeit zugängigen Skulpturenpark auszustellen. Angesichts des Angebotes und unter dem Eindruck einer Umfrage der BILD am 17. Januar 1992 knickte OB Wagner ein und ließ schließlich die Stadtverordneten nurmehr über das Angebot von Kurz abstimmen, die, wie erwartet, für die Beseitigung stimmten, die wenige Wochen danach auch realisiert wurde.
Der Skulpturenpark wurde durch den Tod von Josef Kurz 1994 nie realisiert, Verkaufsabsichten der Erben, zuletzt im Rahmen einer Auktion am 17. Juni 2017 mit einem Startgebot von 150.000 Euro, scheiterten. Die Stadt Dresden lehnte einen Rückkauf ebenfalls ab.
Gleichwohl konnte Rudolf Herz Teile des Denkmals, die Büsten Lenins, des Rotfrontkämpfers und des Arbeiters, kostenfrei ausleihen und veranstaltete damit 2003 eine erste Probefahrt für ein Kunstprojekt Lenin on Tour, welches ihn dann 2004 durch ausgewählte europäische Städte und Landschaften führte (u. a. nach München, Zürich, Turin, Rom, Wien, Prag und Berlin). Aussage und Ästhetik des entwurzelten Denkmals, dem nun als provisorischer Sockel ein Sattelschlepper diente, änderten sich mit jedem Wechsel des Standorts. Auf diese Weise kehrten Teile des Denkmals am 3. Oktober 2004 für einen Tag nach Dresden zurück.